# Heterolepidoderma marinum
Heterolepidoderma marinum är en djurart som tillhör fylumet bukhårsdjur, och som beskrevs av Adolf Remane 1926. Heterolepidoderma marinum ingår i släktet Heterolepidoderma och familjen Chaetonotidae. Arten är reproducerande i Sverige. Inga underarter finns listade i Catalogue of Life.